# Oracle, Arizona
Oracle este o localitate de tipul loc desemnat pentru recensământ (CDP), situat în comitatul Pinal, statul  Arizona,  Statele Unite ale Americii. Conform United States Census Bureau, populația localității fusese de 3,686 la data de 1 aprilie 2010, data oficială a 2010 Census.
Cunoscutul personaj al Vestului american Buffalo Bill Cody a deținut o mină în Oracle, pentru scurt timp.  În 1911, Buffalo Bill și-a făcut apariția, în chip de Moș Crăciun, unui grup de copii din localitate. 
Comunitatea este probabil foarte cunoscută, în întreaga lume, datorită experimentul Biosphere 2.  Oracle reprezintă și locul unde autorul  Edward Abbey, cunoscut activist al protejării mediului înconjurător, deși nu a locuit niciodată, își primește corespondența.  Accelerat, în ultimii ani, Oracle a devenit un loc numit "o comunitate de dormitoare" (termen desemnând o localitate pe care oamenii o folosesc pentru a locui, dar lucrează într-o zonă metropolitană, în cazul de față Tucson, Arizona), dar locuitorii săi se opun dezvoltării planificate accelerate.

## Istoric
Numele "Oracle" provine de la prospectorii minieri ai începutului.  Albert Weldon venise în zonă pentru a prospecta aur și argint.

## Climat
Situată la o altitudine de circa 1.380 - 1.400 metri (sau aproximativ 4,500 ft, flora din jurul localității constă mai ales dintr-o varietate de stejar (Quercus emoryi) și ierburi. În ianuarie, temperatura medie este de circa 12 - 13 °C (sau 56 °F), cu un minim de 1 - 2 °C (sau 35 °F).   În iulie, temperatura medie diurnă este de 31 - 32 °C (sau 95 °F), cu un minim 18 - 19 °C (sau 67 °F).  Cantitatea medie de precipitații anuale este de 63 de mm (sau 24.96 in.  Ploile sunt mai frecvente în lunile iulie și august datorită efectului musonic.  Cantitatea de zăpadă este redusă, dar variază cantitativ. 

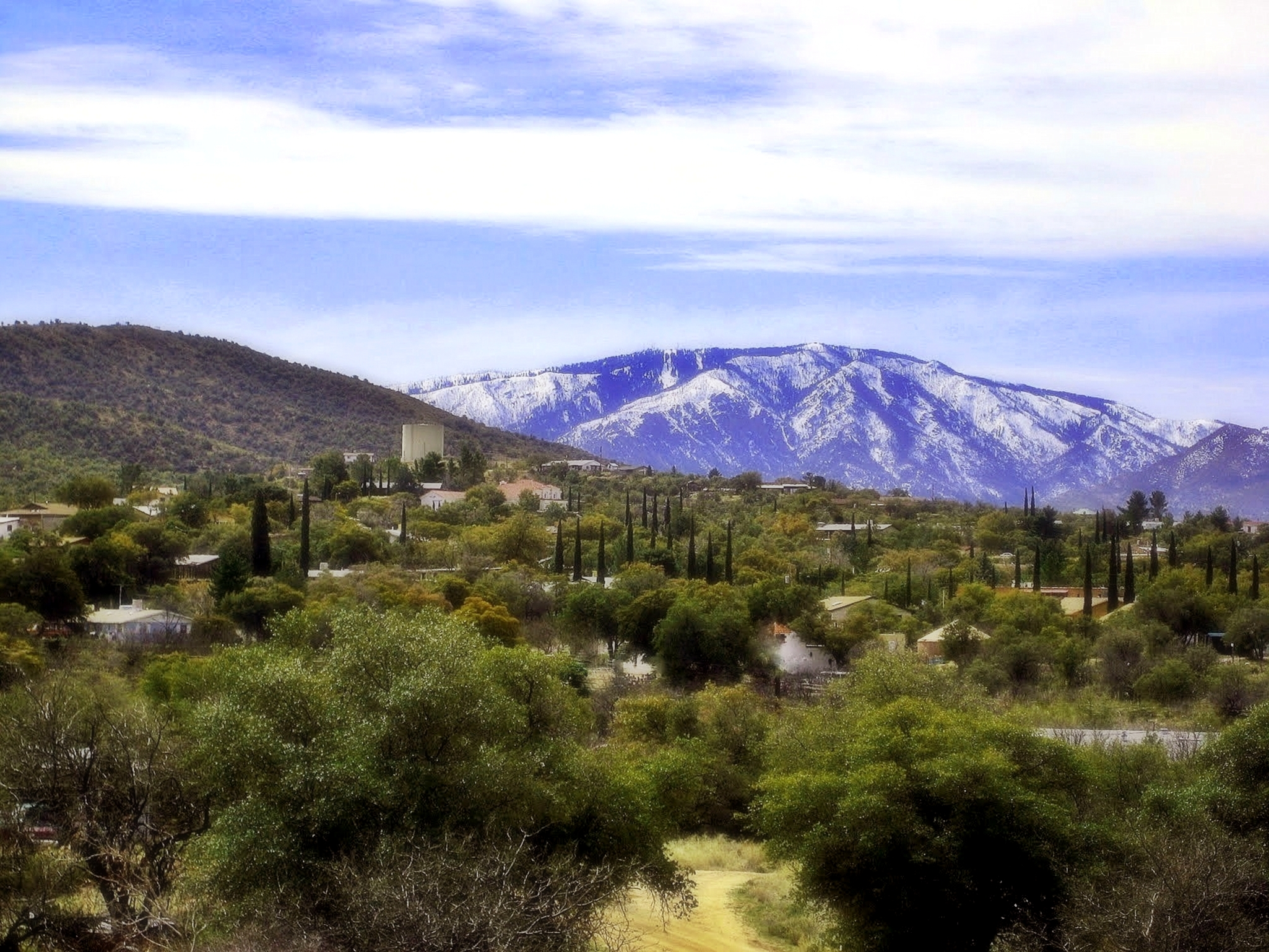
Oracle, AZ - Mt. Lemmon in background.

| Date climatice pentru Oracle, Arizona | Date climatice pentru Oracle, Arizona | Date climatice pentru Oracle, Arizona | Date climatice pentru Oracle, Arizona | Date climatice pentru Oracle, Arizona | Date climatice pentru Oracle, Arizona | Date climatice pentru Oracle, Arizona | Date climatice pentru Oracle, Arizona | Date climatice pentru Oracle, Arizona | Date climatice pentru Oracle, Arizona | Date climatice pentru Oracle, Arizona | Date climatice pentru Oracle, Arizona | Date climatice pentru Oracle, Arizona | Date climatice pentru Oracle, Arizona |
| Luna                                  | Ian                                   | Feb                                   | Mar                                   | Apr                                   | Mai                                   | Iun                                   | Iul                                   | Aug                                   | Sep                                   | Oct                                   | Nov                                   | Dec                                   | Anual                                 |
| ------------------------------------- | ------------------------------------- | ------------------------------------- | ------------------------------------- | ------------------------------------- | ------------------------------------- | ------------------------------------- | ------------------------------------- | ------------------------------------- | ------------------------------------- | ------------------------------------- | ------------------------------------- | ------------------------------------- | ------------------------------------- |
| Maxima medie °F (°C)                  | 56 (13)                               | 60 (16)                               | 65 (18)                               | 72 (22)                               | 82 (28)                               | 92 (33)                               | 92 (33)                               | 89 (32)                               | 86 (30)                               | 76 (24)                               | 64 (18)                               | 56 (13)                               | 74,17 (23,43)                         |
| Minima medie °F (°C)                  | 35 (2)                                | 37 (3)                                | 40 (4)                                | 45 (7)                                | 54 (12)                               | 64 (18)                               | 67 (19)                               | 66 (19)                               | 62 (17)                               | 51 (11)                               | 41 (5)                                | 35 (2)                                | 49,75 (9,86)                          |
| Precipitații inches (mm)              | 2.48 (63)                             | 2.60 (66)                             | 2.51 (63.8)                           | .91 (23.1)                            | .62 (15.7)                            | .40 (10)                              | 3.26 (82.8)                           | 4.09 (103.9)                          | 1.96 (49.8)                           | 2.01 (51.1)                           | 1.83 (46.5)                           | 2.25 (57.2)                           | 24,92 (633)                           |
| Sursă: The Weather Channel            |                                       |                                       |                                       |                                       |                                       |                                       |                                       |                                       |                                       |                                       |                                       |                                       |                                       |

## Geologie

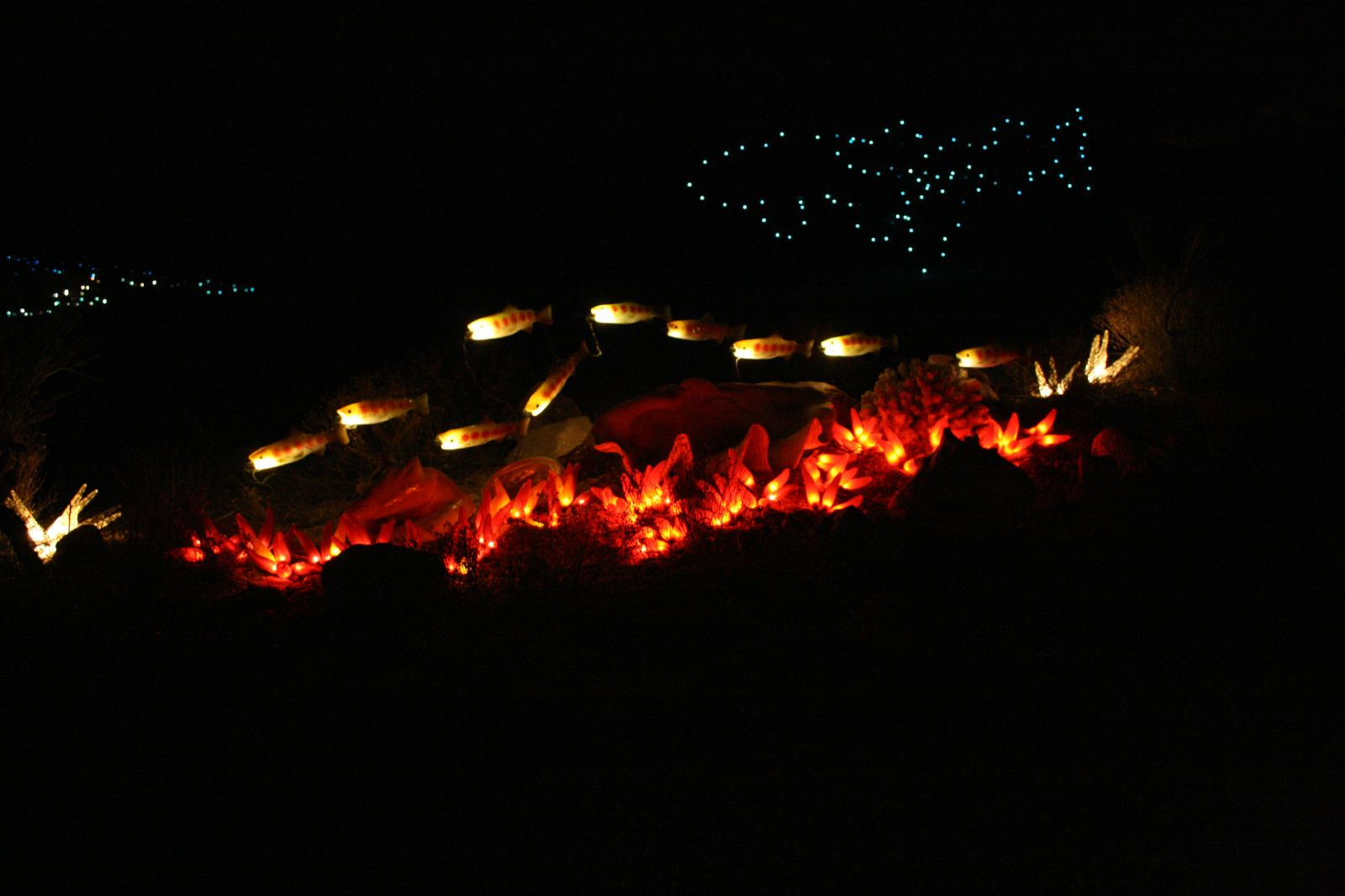
GLOW 2007 exhibit

Oracle și locurile înconjurătoare sunt bogate într-o varietate locală de granit, omonim numit granit de Oracle (în original, "Oracle granite"), care este vizibil peste tot, în culorile roșu „pudrat” peste un fundal de alb și gri, apărând printre ierburile caracteristice biomului specific zonei colinare a podișului din vestul Munților Santa Catalina.  Este, mai ales, o varietate de granit din Precambrian, așa numitul granit porfiric biotit, având o structură formată din largi cristale microclinice cu incluziuni ocazionale de cuarț alb-lăptos și pegmatită.  Ocazional, acest tip de granit conține vine de aur, argint și cupru.

## Geografie
Oracle se găsește la coordonatele 32°36′58″N 110°46′55″V / 32.61611°N 110.78194°V (32.616030, -110.781854).
Conform datelor furnizate de United States Census Bureau, localitatea ocupă circa 45,46 km2 (sau 16.4 sqmi, în întregime uscat.

## Atracții turistice și evenimente
- Acadia Ranch Museum
- Biosphere 2
- Oracle State Park
- GLOW,[5]
- Peppersauce Cave

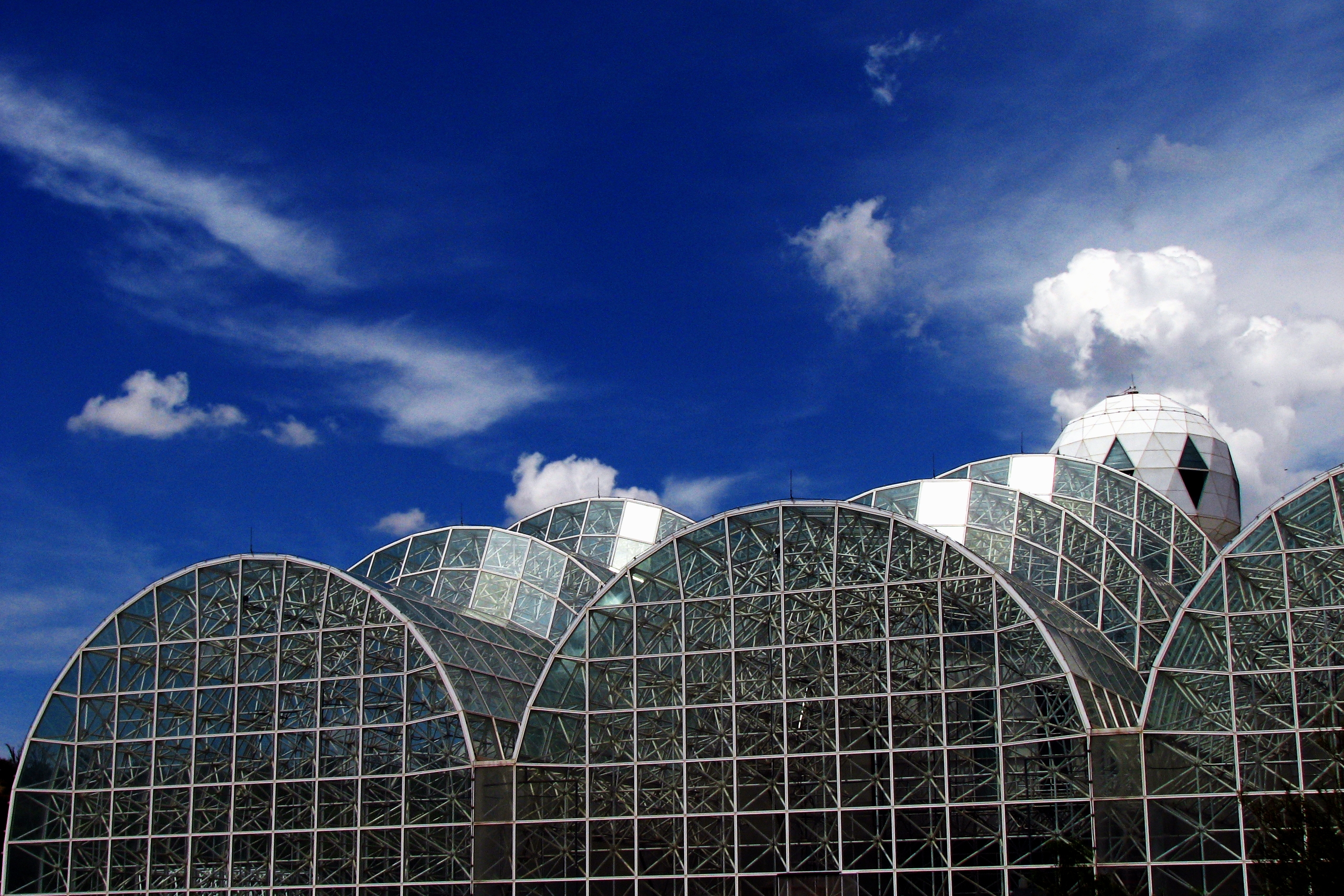
Biosphere 2, 2006

- Maratonul Tucson începe în Oracle.

## Demografie

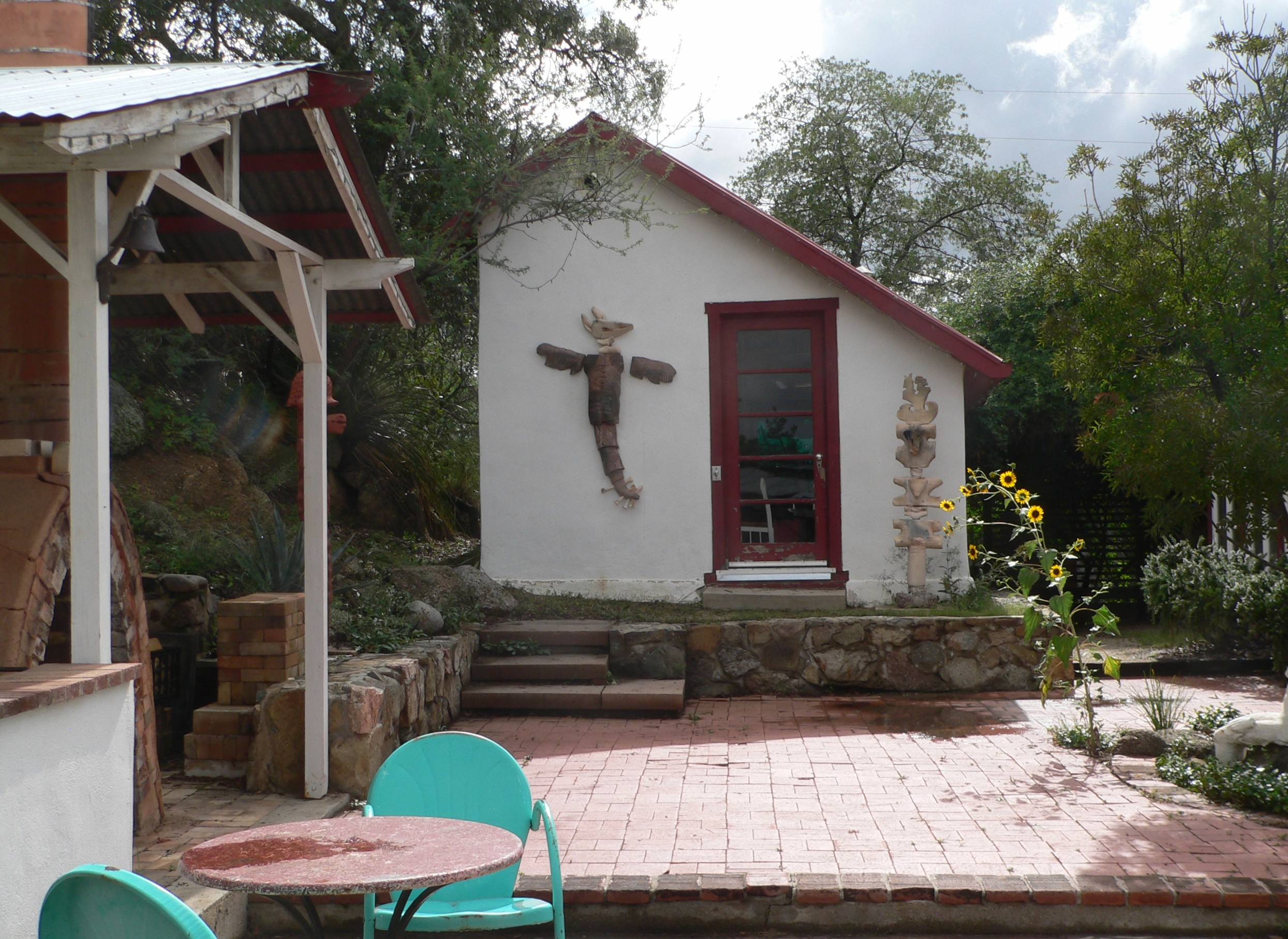
Rancho Linda Vista, listed on the National Register of Historic Places in Pinal County, Arizona

## Vedeți și
- Santa Catalina Ranger District al zonei pădurii naționale Coronado National Forest